# Aicão
Na Bíblia, Aicão era filho de Safã, secretário do rei Josias. Seu nome tem origem hebraica e traduzido significa "Irmão da ajuda". Aicão foi um dos cinco enviados por Josias à profetisa Hulda para indagar a respeito do que haviam lido no recém-descoberto "livro da Lei". Mais tarde, ele protegeu a vida de Jeremias, o profeta, quando foi ameaçada. Em 588 a.C., o filho de Aicão, Gedalias, foi governador de Judá após a destruição de Jerusalém.